# Soledad Pastorutti
 (février 2019).
Si vous disposez d'ouvrages ou d'articles de référence ou si vous connaissez des sites web de qualité traitant du thème abordé ici, merci de compléter l'article en donnant les références utiles à sa vérifiabilité et en les liant à la section « Notes et références ».
Soledad « La Sole » Pastorutti, née le 12 octobre 1980 à Arequito, Santa Fe, est une chanteuse folk argentine qui a popularisé ce genre auprès des jeunes générations à la fin du XXe siècle et au début du XXIe siècle. 
Elle est également actrice de cinéma et de télévision. Soledad est la sœur aînée de la chanteuse argentine Natalia Pastorutti (es).
Selon Alberto Caldero, président de Sony Music, dans une interview accordée au journal La Nación à la fin des années 90, son premier album, Poncho al Viento, est l'album le plus vendu de Sony Music en Argentine. Son deuxième album, La Sole, est le deuxième album le plus vendu de Sony Music Argentina. [réf. nécessaire]

## Biographie
En 1995, alors que Pastorutti n'a que 15 ans, César Isella la prend sous sa tutelle pour participer au festival de folklore Cosquín.  Sa performance avec sa sœur Natalia lui vaut un contrat avec Sony Music Argentina pour enregistrer et sortir son premier album, Poncho al Viento, la même année. Après un an de tournée dans plus de 181 villes et villages d'Argentine, Soledad est populaire dans tout le pays. Au moment où sort son deuxième album, son premier album est déjà un énorme succès en Argentine.  En trois ans, l’album s'est déjà vendu à plus de 600 000 exemplaires et est devenu l'album le plus vendu de Sony Music en Argentine. [réf. nécessaire]   Elle est à ce moment-là si populaire que les médias l'appellent « Huracan de Arequito »[réf. nécessaire] (l'ouragan de Arequito). 
En 1997, elle enregistre son deuxième album, La Sole, qu'elle présente également dans plusieurs concerts à travers le pays, dont 10 au Teatro Gran Rex de Buenos Aires. Au cours de l’année, ses deux albums se sont classés no 1 à plusieurs reprises. La Sole s'est vendu à plus de 40 000 exemplaires en un an[réf. nécessaire]. 
En 1998, son succès ne cesse de croître. Elle donne plus de concerts au Teatro Gran Rex et accompagne l'équipe nationale de football argentine pour la Coupe du monde de la FIFA 1998. À Madrid ,en Espagne, Sony International lui décerne également une distinction pour avoir vendu ses deux premières œuvres à plus d'un million d'exemplaires au total[réf. nécessaire]. 
À son retour, Sony Music Argentina la reconnait comme l'artiste au plus gros succès de la société, tous genres musicaux confondus[réf. nécessaire], et édite son troisième album A mi gente, enregistré en direct lors de ses concerts. Pour la première fois, la musique folklorique se répand sur les ondes des radios et dans les discothèques. 
En 1999, elle devient la protagoniste du film Edad del Sol (anagramme de son nom) et enregistre son quatrième album Yo sí Quiero a mi país cette fois dans des studios à Miami sous la production du Cubain Emilio Estefan. Cet album a ouvert des portes à d'autres marchés, entre autres, en Bolivie, en Uruguay, au Paraguay, au Chili, au Pérou, au Mexique, aux États-Unis et en Espagne, dans lesquels elle fera également des concerts. 
Edad del Sol est une énorme production pour la norme cinématographique argentine et Clarin rapporte que Soledad demande trois fois plus que ce qu'un acteur argentin de premier plan ne demande pour un film. Le film, sur un voyage de fin d'études, a été tourné à Bariloche. Il n'a pas le succès escompté et Manuelita, un dessin animé basé sur une chanson populaire pour enfants, lui vole la vedette. Le film n'est pas non plus bien accueilli par les critiques. 
Elle revient deux ans plus tard, en 2000, à Buenos Aires pour trois concerts au Luna Park. En août, elle participe au festival de folklore de Martigues. De retour en Argentine, elle commence à enregistrer son cinquième album, sorti en octobre de la même année. Avant sa sortie, La Sole est joué au Barbican Centre de Londres lors d’un festival de cinéma et de musique argentins. Elle participe également au Festival international de la chanson Viña del Mar 2000 au Chili, considéré comme le festival de musique le plus important en Amérique latine, où elle reçoit le prix du public[réf. nécessaire]. 
Son sixième album est enregistré en 2001, produit par Alejandro Lerner et Fernando Isella. Elle donne de nouveau des concerts au Gran Rex et reçoit le prix Silver-Torch au festival de Viña del Mar[réf. nécessaire]. Soledad fait ses débuts à la télévision dans le telenovela (feuilleton) Rincón de Luz en 2003. 
Elle a également été choisie pour faire partie des coachs de la version argentine du concours de chant, The Voice, et ces dernières années, elle a été juge de la version Telefe du programme de concours de chant Rising Star. Depuis 2008, elle anime le programme musical Ecos de Mi Tierra. 
En juillet 2013, elle joue pour le pape François lors de la Journée mondiale de la jeunesse, clôturant ainsi l'événement à Rio de Janeiro, en chantant devant plus de trois millions de personnes[réf. nécessaire]. 
En 2014, elle publie Raíz, un album en collaboration avec la chanteuse mexicaine Lila Downs et l'artiste espagnole Niña Pastori, et reçoit une nomination pour un Grammy Award pour le meilleur Album Pop et le Latin Grammy Award pour l'album de l'année, remportant le Latin Grammy Meilleur album folklorique,. 
Soledad publie en 2015 un nouvel album, Vivir es hoy. Elle commence une nouvelle tournée dans plusieurs villes d'Argentine, du Chili et d'Uruguay, avec trois représentations à guichets fermés[réf. nécessaire] au Teatro Opera de Buenos Aires. 
En 2016, elle célèbre ses 20 ans de carrière avec un spectacle au Festival Cosquin[réf. nécessaire]. En avril, elle est la seule artiste argentine invitée à la Billboard Latin Conference & Awards, dans le cadre du panel Divas, puis à donner un spectacle au Fillmore Miami Beach au Jackie Gleason. Elle retourne à Santiago pour faire des représentations à guichets fermés[réf. nécessaire] au Teatro Nescafé et aux Dreams à Viña del Mar.  En juin, sa carrière franchit une nouvelle étape lorsqu'elle est choisie par la chaine américaine ABC pour chanter Don't Cry for Me Argentina dans l'une de leurs émissions de téléréalité les plus populaires, The Bachelorette. 
À son retour en Argentine, Soledad publie un ensemble de CD/DVD intitulé 20 años (20 ans), qui coïncide avec le début d’une tournée en Argentine et à l’international, qui se termine avec un spectacle qui remplit le Luna Park et qui remporte un important succès lors de ses 30 représentation dans 7 pays (Uruguay, Chili, Bolivie, Équateur, États-Unis, Canada et Espagne ).

## Vie privée
Après sept ans passés avec son petit ami Jeremías Audoglio, ils se marient le 28 avril 2007 à Arequito. Le 10 juin 2010, elle et Jeremias ont une fille, Antonia Audoglio Pastorutti, à Rosario, Santa Fe (Argentine). Ils ont une deuxième fille, Regina, le 19 février 2013. [réf. nécessaire]

## Discographie
- 1994 - Pilchas Gauchas
- 1996 - Poncho Al Viento
- 1997 - La Sole
- 1998 - A Mi Gente (live)
- 1999 - Yo Sí Quiero A Mi País
- 2000 - Mis Grandes Canciones
- 2000 - Soledad
- 2001 - Libre
- 2002 - Juntos Por Única Vez (en concert avec Horacio Guaraní)
- 2003 - Adonde Vayas
- 2005 - Diez Años De Soledad
- 2008 - Folklore
- 2009 - La Fiesta Juntos De Verdad (live)
- 2010 - Vivo En Arequito
- 2014 - Raíz
- 2015 - Vivir es Hoy
- 2016 - 20 ans